# Hans Henrik Ringius
Hans Henric (o Henrik) Ringius ( * 1808- 1874 ) fue un botánico sueco.
- La abreviatura «Ringius» se emplea para indicar a Hans Henrik Ringius como autoridad en la descripción y clasificación científica de los vegetales.[1]

Identificó y clasificó especies nuevas de la familia Asteraceae, las que publicó en Phytologia. 

## Algunas publicaciones
- Herbarium Normale